# Elżbieta Zybert
Elżbieta Barbara Zybert (ur. 22 listopada 1952) – polska bibliotekoznawczyni, profesor nauk humanistycznych, wykładowczyni Uniwersytetu Warszawskiego.

## Życiorys
Absolwentka Instytutu Bibliotekoznawstwa i Informacji Naukowej Wydziału Historycznego Uniwersytetu Warszawskiego (1976). Całą swoją karierę zawodową związana z macierzystym Instytutem (1986 doktorat, 1994 habilitacja na Uniwersytecie Wrocławskim). Od 1997 profesor nadzwyczajna UW, w 2005 uzyskała tytuł profesora nauk humanistycznych, od 2008 profesor zwyczajny. Kierowniczka Katedry Badań nad Bibliotekami i Innymi Instytucjami Kultury WDIiB od 2017. W latach 1992–1993 stypendystka Fundacji Fulbrighta w School of Library and Information Science Kent State University. W latach 2005–2008 prodziekan ds. studenckich, a w latach 2008–2016 Dziekan Wydziału Historycznego UW. Od 1999 jest kierowniczką Podyplomowych Studiów Bibliotekoznawstwa na UW. Członkini Rady Programowej Uniwersytetu Otwartego UW (od 2012). Przewodnicząca Uczelnianej Komisji Oceniającej dla Nauczycieli Akademickich (od 2016).
Członkini zespołów redakcyjnych czasopism z zakresu bibliotekarstwa i informacji naukowej: („Zagadnienia Informacji Naukowej” (od 1999), „Zarządzanie Biblioteką” (od 2009). Od 2013 redaktor naczelna periodyku „Przeglądu Bibliotecznego”. Przewodnicząca od 2013 Rady Programowej periodyku „Polish Libraries”. Od 2012 jest członkinią Rady Naukowej Biblioteki Narodowej. Członkini Centralnej Komisji do Spraw Stopni i Tytułów w kadencji 2017–2020.
Opiniuje wnioski i projekty badawcze zgłaszane do Fundacji na rzecz Nauki Polskiej, Ministerstwa Obrony Narodowej, Ministerstwa Edukacji Narodowej, Ministerstwa Nauki i Szkolnictwa Wyższego. Członkini International Federation of Library Associations and Institutions (IFLA).
Jest autorką 5 książek, ponad 100 artykułów, 11 książek, których jest redaktorem lub współautorem. Wypromowała ponad 250 magistrów i 3 doktorów. Jest autorką ponad 25 recenzji w postępowaniach habilitacyjnych, profesorskich i doktorskich.
Odznaczona w 2015 Krzyżem Kawalerskim Orderu Odrodzenia Polski.